# Смекалін Василь Григорович
Васи́ль Григо́рович Смека́лін (* 21 лютого 1901, м. Вознесенськ, нині Миколаївської області — † 8 лютого 1940, Львів) — український композитор, диригент і педагог.
Закінчив Державний музично-драматичний інститут імені М. В. Лисенка у Києві, в якому у 1930–1936 роках був викладачем. У 1927–1937 роках диригент Київської опери.
Твори: «Урочистий марш» для духового оркестру, Рондо для двох фортепіано, обробки українських народних пісень, пісні "Всі - на прорив!", "На барикади" (обидві 1930).

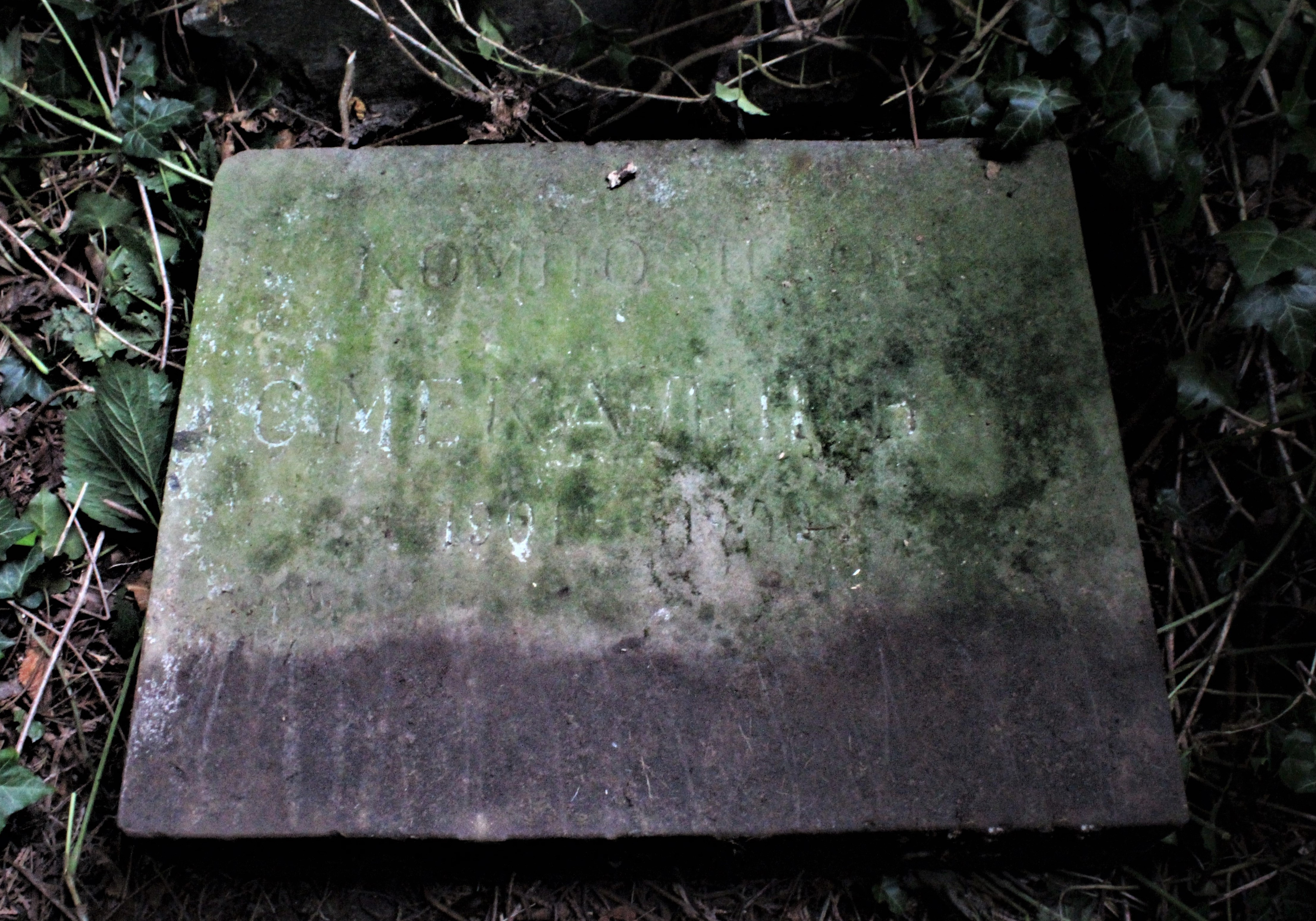
Нагробок на могилі композитора В.Смекаліна.

Василь Григорович Смекалін помер 8 лютого 1940 року у Львові.Похований на 84 полі Личаківського цвинтаря.